# Åke Ekman
Åke Kay Ekman (* 14. November 1912 in Helsinki; † 17. September 1965 ebenda) war ein finnischer Eisschnellläufer.

## Werdegang
Ekman, der für den Helsingfors Skridskoklubb startete, wurde er im Jahr 1930 finnischer Juniorenmeister und in den Jahren 1931 und 1932 finnischer Meister. Er nahm an der Mehrkampf-Weltmeisterschaft 1931 in Helsinki teil, die er aber vorzeitig beendete. In der Saison 1933/34 kam er Mehrkampf-Europameisterschaft 1934 in Hamar auf den siebten Platz, bei der Mehrkampf-Weltmeisterschaft 1934 in Helsinki auf den fünften Rang und bei der finnischen Meisterschaft auf den zweiten Platz. In der folgenden Saison belegte er bei der Mehrkampf-Europameisterschaft in Helsinki den sechsten Platz und bei der finnischen Meisterschaft den zweiten Rang. Zudem startete er bei der Mehrkampf-Weltmeisterschaft in Oslo, beendete den Wettbewerb aber vorzeitig. Im Jahr 1936 lief er bei der Mehrkampf-Weltmeisterschaft in Davos auf den 15. Platz und bei den Olympischen Winterspielen in Garmisch-Partenkirchen auf den 22. Platz über 5000 m und auf den 21. Rang über 1500 m. In den folgenden Jahren wurde er bei der finnischen Meisterschaft 1937 und 1941 jeweils Fünfter und 1939 Zweiter. Bei der Mehrkampf-Europameisterschaft 1939 in Riga errang er den sechsten Platz und bei der Mehrkampf-Weltmeisterschaft 1939 in Helsinki den fünften Platz.

## Persönliche Bestleistungen
| Disziplin | Zeit        | Datum            | Ort       |
| --------- | ----------- | ---------------- | --------- |
| 500 m     | 45,4 s      | 1. Februar 1936  | Davos     |
| 1000 m    | 1:37,3 min  | 17. Februar 1933 | Helsinki  |
| 1500 m    | 2:24,7 min  | 3. März 1934     | Trondheim |
| 5000 m    | 8:45,5 min  | 3. März 1934     | Trondheim |
| 10.000 m  | 18:05,9 min | 3. Februar 1934  | Hamar     |